# 我武者羅

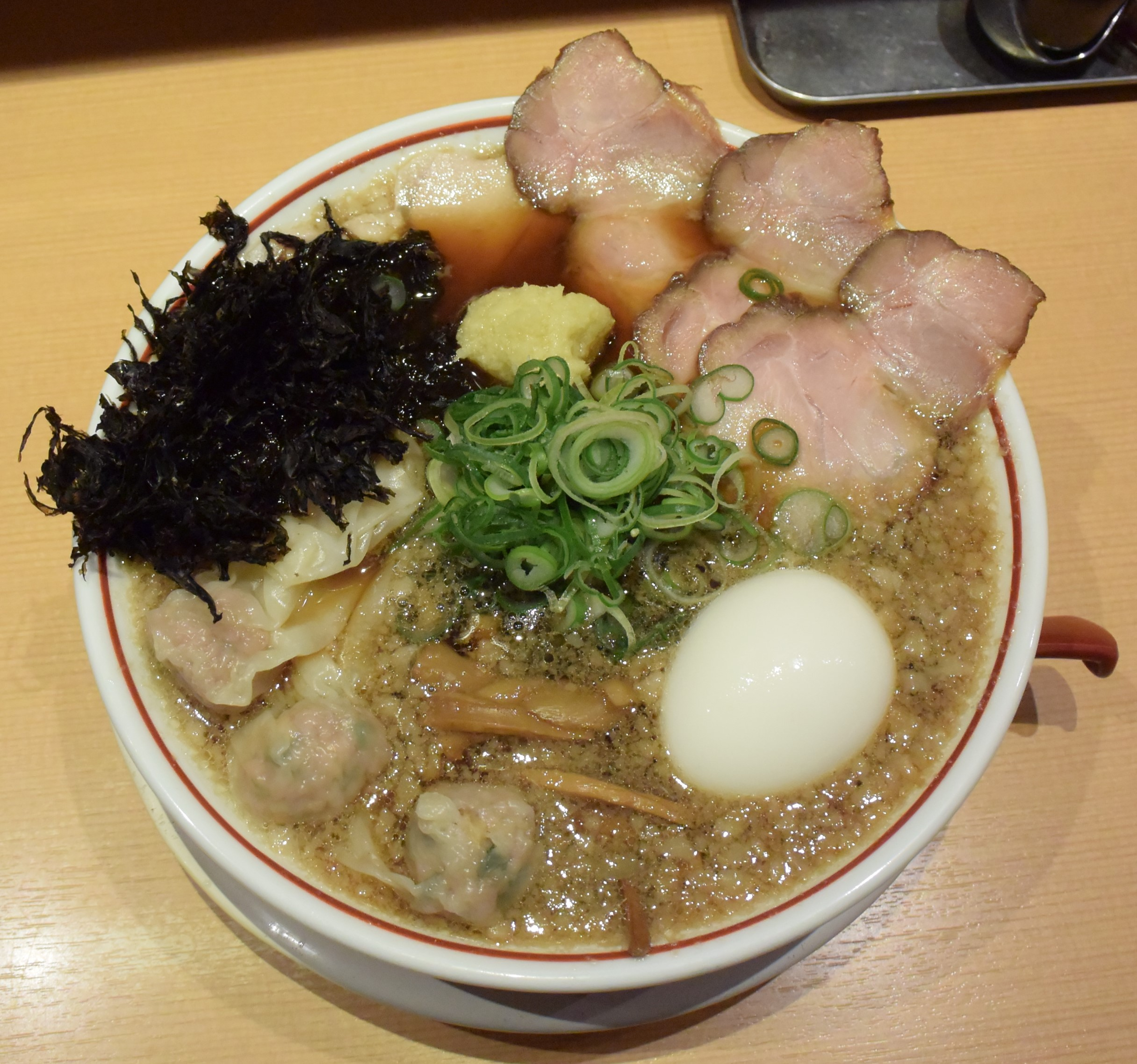
我武者羅・特製背脂生姜醤油ラーメン

我武者羅（がむしゃら）は、株式会社我武者羅が運営する、渋谷区幡ヶ谷などで「背脂生姜醤油ラーメン」などを提供している新潟ラーメン専門店群。渋谷区などに8軒4ブランド（「生姜醤油専門 我武者羅」が2軒、「背脂煮干中華そば 我武者羅」が2軒、「小麦と肉 桃の木」が1軒、フランチャイズ店「ラーチャン専門 我武者羅」が3軒）などを構える。2005年4月創業。代表取締役は蓮沼司。

## 沿革
- 2005年（平成17年）
  - 4月6日 - 「どっかん」（渋谷区幡ヶ谷2-1）をオープン[10][11][12]。あご出汁豚骨醤油ラーメンなどを提供するも苦戦を強いられる[13][10][11]。試行錯誤の中、川崎市の市場で見つけた鯛節[6]:61をヒントにスープを再構成[10][11]。10月から鯛出汁豚骨[6]:61[14]:101スープのラーメンの提供を開始[12][15]。

- 2006年（平成18年）
  - 1月6日 - 屋号を「鯛だしとんこつ我武者羅」に改め、リニューアルオープン[6][14][10][11]。フジテレビのスーパーニュース[11]などマスメディアによる紹介で話題となり順風満帆となった[13][10][11]が、故郷新潟の味を都内で広めて恩返しをしたいなどと思うようにもなり、新潟ラーメンの研究を開始する[13][16][10][11]。

- 2007年（平成19年）
  - 7月7日 - 土日限定で屋号を「新潟濃厚味噌弥彦」に変え、「新潟濃厚味噌ラーメン」の提供を開始し、二毛作営業を始める[6][17][7][9][18][19]。
  - 11月6日 - 第8回 業界最高権威 TRY大賞[注 1]で弥彦が、「総合部門」で「新人賞優秀賞」、「みそラーメン部門」で「新人賞」と「優秀賞」の3部門を受賞[9]:34,43,49[20]:134。

- 2008年（平成20年）
  - 12月12日 - 平日夜限定で屋号を「背油煮干濃厚醤油どっかん」に変え、「燕三条背脂煮干ラーメン」の提供を開始し、三毛作営業を始める[6][17][7]。

- 2010年（平成22年）
  - 5月24日 - 新潟のラーメンに手応えを感じたため[11][21]、鯛出汁を生姜醤油に変更、屋号を「我武者羅」に改め、平日の昼の部で、「長岡生姜醤油ラーメン」の提供を開始[17][7][22][8]

- 2013年（平成25年）
  - 7月15日 - 2号店「どっかん」（渋谷区幡ヶ谷2-19）をオープン[8][12]。

- 2014年（平成26年）
  - 9月2日 - 「Miso Noodle Spot 角栄」（渋谷区千駄ヶ谷）をオープン[23][8]。

- 2015年（平成27年）
  - 1月4日 - 2号店「どっかん」が「心や（ここや）」としてリニューアルオープン[8]。
  - 11月11日 - 「Miso Noodle Spot 角栄」が二毛作店として「Ginger Noodle Spot 角栄」をオープン[24]。

- 2017年（平成29年）
  - 8月21日 - 「Miso（Ginger） Noodle Spot 角栄」が「生姜醤油専門 我武者羅 代々木店」としてリニューアルオープン[25][26][27][28]。

- 2019年（令和元年）
  - 8月21日 - 初の海外出店として香港の九龍湾に「我武者羅 香港店」をオープン[29][30][31]。
  - 10月21日 - 香港の沙田新城市に「HKG 我武者羅」をオープン[32][33][34]。

- 2020年（令和2年）
  - 3月7日 - 3ヵ月の期間限定で青森県五所川原市のエルムに「我武者羅 五所川原ELM店」を出店[35]。
  - 7月7日 - 「背脂煮干中華そば 我武者羅 初台店」（渋谷区本町）をオープン[36][26][13]。
  - 7月14日 - 「心や」が「背脂煮干中華そば 我武者羅 幡ヶ谷店」としてリニューアルオープン[13]。

- 2021年（令和3年）
  - 1月15日 - グルメイノベーション（宅麺.com）主催の「第10回 お取り寄せラーメン オブ・ザ・イヤー 2021」で「醤油ラーメン新人賞」を受賞[37][38]。
  - 1月25日 - SARAHが主催する「JAPAN MENU AWARD 2020」[39]で「関東つけ麺部門」で「背脂煮干中華そば 我武者羅 初台店」のもり中華が「一つ星」を受賞[40]。
  - 2月2日～28日 - ところざわサクラタウン内のラーメンWalkerキッチン（所沢市東所沢）[41][42][43][44][45]に期間限定出店[46][36][47]。蓮沼が出店やチャレンジ店主へのアドバイスを行うスーパーバイザーに就任（2020年10月現在）[36]:11[48]。
  - 3月19日 - 初のフランチャイズ店として神奈川県相模原市に新潟の麺文化である「ラーチャン」（ラーメンと半チャーハンのセットメニュー）を提供する「ラーチャン専門 我武者羅 橋本店」をオープン[3]。
  - 4月26日 - 「ラーチャン専門 我武者羅 蒲田店」をオープン[49][50]。
  - 9月28日 - 「ラーチャン専門 我武者羅 四谷店」をオープン[51][52]。

- 2022年（令和4年）
  - 1月3日 - エースコックから「一度は食べたい名店の味 我武者羅 背脂生姜醤油ラーメン」を発売[53][54]。
  - 3月15日 - 関東・甲信越エリアのローソンで「我武者羅監修 生姜醤油ラーメン」を発売[55][56]。

## 特徴
「長岡生姜醤油ラーメン」と「燕三条背脂煮干ラーメン」:11:22:76を主軸に、両者の魅力や特徴などを兼ね備えた「背脂生姜醤油ラーメン」:42:41などを主に提供している。

### 背脂生姜醤油ラーメン
蓮沼が、長岡生姜醤油ラーメンと燕三条背脂煮干ラーメンのそれぞれの魅力などを兼ね備えたラーメンができれば、食べ手のニーズとマッチするに違いないと発想し、試行錯誤の研究のうえ、考案した。身体の免疫力を上げるといわれる生姜と、油脂分を限界まで抜いた背脂の程よいコラーゲンが調和されたラーメンである:42。

### 背脂生姜醤油ラーメン＆つけ麺プロジェクト
2020年2月20日、蓮沼と五福星（宮城県仙台市）の早坂雅晶を中心に全国のラーメン店主有志が集まり立ち上げられたプロジェクトを発足。発足の趣旨はラーメンに生姜と背脂を使用して美味しく、身体に良いラーメンを提供しようというもの。ラーメン評論家ではなく、ラーメン店主が主導し、情報発信をしている。2020年8月現在、北海道から京都にかけての28店舗で提供されている。なお、グループ店である「小麦の肉 桃の木」では、背脂生姜醤油つけ麺を店の看板メニューとして提供している。

### 蓮沼司について
蓮沼は、新潟県見附市出身。幼い頃からの夢である「コック」になるべく調理師専門学校（新潟県長岡市）に進学。同級生に「けいすけグループ」を率いる竹田敬介がいた。卒業後、上京。老舗ホテルなどで働いた後、竹田と共に渋谷区松濤のフレンチ:61レストラン（現在は閉店）のシェフを8年ほど務めるなど、経験を重ねる。経営を学ぶため弁当屋のフランチャイズ店を経営し、最年少オーナーとして実績を上げるも思う所があり店舗を売却。ラーメン店を開業しようと思っていた所、旧知の精肉店の社長から自身が経営するラーメン店を任せたいと声が掛かったため、勉強のために横浜家系ラーメン店（横浜市緑区中山）を引き継ぐこととした。その後、雇われ社長として9年間勤め上げた後、渋谷区幡ヶ谷にて独立を果たす。
- 特製背脂煮干中華そば
（ラーメンWalkerキッチン）
- 生姜醤油ラーメンと半チャーハン
（ラーチャン専門我武者羅 橋本店）
- つけ麺背脂生姜醤油
（小麦と肉 桃の木）

## 催事・イベントなど
- 2009年5月 - 第4回新潟ラーメン博[67][68]
- 2016年10月 - 東京ラーメンショー2016[69]
- 同年12月 - TCKラーメン☆餃子フェス2016[70]
- 2017年3月 - 最強ラーメンFes. 同時開催!!ギョーザ＆半チャーハンFes.[71]
- 同年10月 - 会津ラーメンショー[72]
- 2018年6月 - 東京ラーメンショーin新潟2018[73][74]
- 同年9月 - ラーメン女子博in大阪2018[75]
- 同年11月 - 富士（市）ラーメンフェスタ2018秋[76]
- 同年11月 - 水戸のラーメンまつり4[77]
- 2019年2月 - シタマチ・ラーメンフェスティバル[78]
- 同年4月 - 信越麺戦記パート12[79]
- 同年10月 - 大つけ麺博 美味しいラーメン集まりすぎ祭[80]
- 2020年1月 - 第3回八食ラーメン祭[81]
- 同年2月 - 名古屋ラーメンまつり2020[82]

## メディア
- 2009年3月 - 最強ラーメン伝説2[83] - 超激戦エリア（池袋・高田馬場・新宿・恵比寿）で第1位となり、山岸一雄[11]、佐野実、石神秀幸などが店舗に訪れ実食する[84]。
- 2011年7月 - 大ヒットのアノ本!試してみます[85]
- 2012年11月 - 情報満喫バラエティ 週末にしたい10のこと！[86]
- 同年11月 - PON！[87]
- 2013年5月 - スクール革命！[88]
- 2015年3月 - L4YOU！[89]
- 2016年9月 - GO！オスカル！X21[90]
- 2019年4月 - 1億人の大質問！？笑ってコラえて！[91][92]
- 2020年1月 - ラーメンWalkerTV2[93]
- 同年3月 - メレンゲの気持ち[94]
- 同年5月 - 人気芸能人がマジ調査！鬼旨ラーメングランプリ[95]
- 同年8月 - 伯山カレンの反省だ！！[96]
- 同年11月 - メレンゲの気持ち[97]
- 2021年1月 - ZIP！[98]
- 同年2月 - ラーメンWalkerTV2[99]
- 同年3月 - 鬼旨ラーメンGP人気芸人60人が爆笑＆爆食い3時間SP【第3弾】[100] - ラーメンYouTuber・SUSURUが「つけ麺部門」No.1として「小麦と肉 桃の木」を紹介[101]。